# 中加貿易戰
中加貿易戰（英語：Canada–China trade war），是指自2024年底開始，加拿大與中華人民共和國之間不斷升級的關稅制裁與報復性貿易措施。這場貿易衝突發生之際，兩國也參與其他正在進行的貿易戰，包括中美貿易戰，以及2025年爆發的美加墨貿易戰。

## 背景
中國與加拿大的貿易關係自2024年8月起急劇惡化。當時加拿大宣佈計劃對多種中國製造商品大幅加徵關稅，延續美國與歐盟先前採取的類似保護主義政策。這些西方國家一致認為，中國政府的補貼政策為中國企業帶來了不公平的競爭優勢，因而構成貿易威脅。

## 時序

### 2024年
10月1日，加拿大對中國製造的電動車課徵100%關稅，延續美國與歐盟先前的保護主義政策。
10月15日，加拿大再對中國鋼鐵及鋁製產品加徵25%關稅，理由是中國的產能過剩與政府補貼可能導致市場扭曲與不公平競爭。 

### 2025年
3月8日，中國國務院關稅稅則委員會宣佈對多項加拿大農產品出口加徵報復性關稅，稱此舉是針對「反歧視調查」結果的回應。受影響的產品涵蓋加拿大重要出口產業，特別是加拿大西部省份的油菜籽產業，該作物在當地農業生產中佔比甚高。
3月20日，中國對加拿大商品加徵關稅，包括對油菜籽油、豌豆及油粕徵收100%關稅，並對加拿大水產品與豬肉加徵25%關稅，進一步加劇雙邊貿易衝突。

## 反應

### 加拿大
加拿大政府表示，關稅措施實屬必要，以保護本國產業免受中國的不公平競爭行為及市場扭曲影響。

### 中华人民共和国
中國政府拒絕接受加拿大實施關稅的說法，並在當局進行的「反歧視調查」後，對加拿大實施報復性關稅。據報導指，該調查結果認為，加拿大此前對中國商品的限制性措施是在未經適當調查程序的情況下實施的。
2025年3月8日，中國海關發表聲明，指責加拿大的行為無視「客觀事實與世界貿易組織規則」。該聲明特別指出，加拿大採取了針對中國的歧視性措施，不僅損害中國的經濟利益，也破壞了雙邊關係。